# والتزنج ماتيلدا

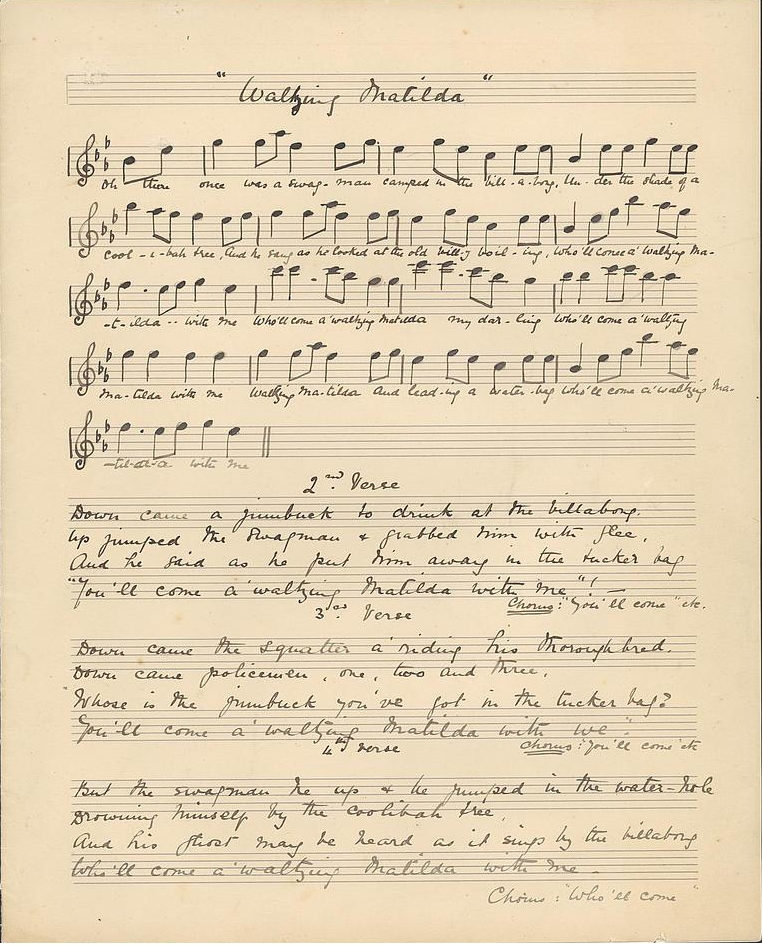
المخطوطة الأصلية من أغنية «والتزنج ماتيلدا»، كتبتها كريستينا ماكفرسون عام 1895.

والتزنج ماتيلدا من أشهر أغاني الأستراليين، كتب كلماتها الشاعر بانجو باترسون عام 1895، حيث بنى كلمات الأغنية على قصة رواها روبرت ماكفرسون، صاحب محطة داجورت في وسط كوينزلاند. وتتعلق القصة بقاطع طريق استوطن بالقرب من بئر ماء فقتل شاة، وعندما تحداه راعي غنم قفز إلى البئر وغرق.
لم يتأكّد الخبراء من حقيقة كاتب اللحن الأول، ويعتقد بعضهم أن باترسون وضع الكلمات لأغنية أسكتلندية عزفتها كريستينا ابنة ماكفرسون. ويعتقد البعض الآخر أن امرأة تدعى ماري كوان هي التي وضعت القطعة الموسيقية في مطلع القرن العشرين الميلادي، بينما يظن الآخرون أن رجلاً يدعى هاري ناثان هو الذي ألفها عام 1900.
وقد غنيت نسخة من والتزنج ماتيلدا لأول مرة في ونتون في كوينزلاند عام 1895، وقام الناشران أنجس وروبرتسن بشرائها عام 1903، ثم صارت شائعة بعد ذلك في جميع أرجاء أستراليا.

## روابط خارجية
- والتزنج ماتيلدا على موقع الموسوعة البريطانية (الإنجليزية)